# Ministère de la Justice (Tunisie)
Pour les autres articles nationaux ou selon les autres juridictions, voir Ministère de la Justice.
Le ministère de la Justice (arabe : وزارة العدل) est le ministère tunisien chargé de l’élaboration et de la mise en œuvre de la politique judiciaire. Il est dirigé par Leïla Jaffel depuis le 11 octobre 2021. Il s'agit de l'un des cinq ministères régaliens, avec la Défense nationale, l'Intérieur, les Affaires étrangères et les Finances.
Il est créé le 26 avril 1921, le premier titulaire du portefeuille est alors Tahar Kheireddine.

## Missions et attributions
- Élaborer et mettre en œuvre la politique judiciaire ;
- Élaborer les projets et les textes judiciaires et donner son avis sur les autres textes présentés par les départements ;
- Élaborer les projets de conventions internationales et participer à leurs négociations ;
- Organiser et inspecter les services judiciaires en les améliorant et en les contrôlant ;
- Délivrer des certificats de nationalité, élaborer les projets et textes portant naturalisation ou perte de la nationalité et coordonner l'activité de contrôle des services civils ;
- Instruire les demandes de grâce, de libération conditionnelle, de réhabilitation et de révision.

## Organisation
- Cabinet
- Parquet général des services judiciaires
- Inspection générale
- Direction générale des services communs
- Direction générale de l'informatique
- Commission de réflexion et de la commission élargie
- Direction régionale

## Établissements rattachés
- Centre d'étude juridique
- Direction générale des prisons et de la rééducation
- École nationale des prisons et de la rééducation
- Établissement des prisons et de la rééducation
- Institut supérieur de la magistrature
- Institut supérieur de la profession d'avocat
- Office des logements des magistrats et du personnel du ministère

## Ministre
Le ministre de la Justice est nommé par le chef du gouvernement depuis 2011, selon la loi constituante de 2011, puis l'article 89 de la Constitution de 2014. Selon la Constitution de 1959, il était nommé par le président de la République sur proposition du Premier ministre.
Il dirige le ministère et participe au Conseil des ministres ainsi qu'au Conseil de sécurité nationale.

### Historique
Le poste est créé le 26 avril 1921 sous le règne de Naceur Bey, les premiers titulaires en sont Tahar Kheireddine, Ali Sakkat, Salem Snadly et Habib Djellouli, servant dans les gouvernements d'Hédi Lakhoua, M'hamed Chenik, Slaheddine Baccouche et Mustapha Kaak. Mohamed Abdelaziz Djaït, Salah Ben Youssef, Mohammed Ben Ammar, Sadok Mokaddem et Moussa El Kadhem Ben Achour occupent ce même poste dans le gouvernement de Mohamed Salah Mzali et celui de Tahar Ben Ammar. Ahmed Mestiri est nommé pour succéder à Ben Achour le 15 avril 1956, devenant alors le premier ministre de la Justice de la Tunisie indépendante, dans le premier gouvernement Habib Bourguiba.
Après la nomination de Habib Bourguiba en tant que président de la République, le 25 juillet 1957, Mestiri conserve sa fonction dans le second gouvernement Bourguiba, jusqu'au 30 décembre 1958, date à laquelle il laisse sa place à Hédi Khefacha. Par cette nomination, Bourguiba fait de lui le troisième personnage dans l'ordre constitutionnel de sa possible succession. Khéfacha quitte son poste le 5 septembre 1966, remplacé par Mongi Slim qui quitte ses fonctions le 6 septembre 1969 avant de s'éteindre un mois plus tard. Il est remplacé par Mohamed Snoussi.
Le 12 juin 1970, Bourguiba nomme son fils, Habib Bourguiba Jr. en tant que ministre alors qu'il quitte son poste de ministre des Affaires étrangères. Mohamed Fitouri prend sa place, suivi par Mohamed Bellalouna et Slaheddine Baly.
Avec la nomination du gouvernement Mohamed Mzali, le 23 avril 1980, Mohamed Chaker succède à Bellallouna, lui-même remplacés par Ridha Ben Ali et Mohamed Salah Ayari, qui quitte son poste 12 avril 1988 pour laisser sa place à Slahddine Baly pour son second mandat.
Hamed Karoui lui succède le 27 juillet de la même année, lors de la formation du second gouvernement Hédi Baccouche. Quand ce dernier est nommé Premier ministre, il laisse sa place à Mustapha Bouaziz dans son propre gouvernement puis à Chédli Neffati lors du remaniement du 3 mars 1990. C'est lors du remaniement du 20 février 1991 que Abderrahim Zouari est nommé ministre, remplacé par  Sadok Chaâbane puis par Béchir Tekkari dans le premier gouvernement Ghannouchi, le 17 novembre 1999. Tekkari reste en fonction jusqu'au 15 janvier 2010, avant de laisser sa place à Lazhar Bououni, devenu ministre de la Justice et des Droits de l'homme.
À la suite de la révolution de 2011 et à la chute du régime, il est révoqué et remplacé par Lazhar Karoui Chebbi dans le second gouvernement Ghannouchi et celui de Béji Caïd Essebsi. Il quitte ses fonctions pour laisser sa place à Noureddine Bhiri dans le gouvernement Jebali puis Nadhir Ben Ammou dans le gouvernement Larayedh.

### Liste

#### Avant l'indépendance
| Image | Nom                         | Grand vizir                                                     | Gouvernement     | Début du mandat  | Fin du mandat    |
| ----- | --------------------------- | --------------------------------------------------------------- | ---------------- | ---------------- | ---------------- |
|       | Tahar Kheireddine           | Taïeb Djellouli Mustapha Dinguizli Khelil Bouhageb Hédi Lakhoua | Bouhageb Lakhoua | 1922             | 1934             |
|       | Ali Sakkat                  | Hédi Lakhoua                                                    | Lakhoua          | 1934             | 1935             |
|       | Salem Snadly                | Hédi Lakhoua                                                    | Lakhoua          | 1935             | 1936             |
|       | Abdeljelil Zaouche          | Hédi Lakhoua                                                    | Lakhoua          | 1936             | 31 décembre 1942 |
|       | Salah Farhat                | M'hamed Chenik                                                  | Chenik (1)       | 1er janvier 1943 | 15 mai 1943      |
|       | Habib Djellouli             | Slaheddine Baccouche                                            | Baccouche (1)    | 15 mai 1943      | 19 juillet 1947  |
|       | Mohamed Abdelaziz Djaït     | Mustapha Kaak                                                   | Kaak             | 19 juillet 1947  | 16 août 1950     |
|       | Salah Ben Youssef           | M'hamed Chenik                                                  | Chenik (2)       | 17 août 1950     | 26 mars 1952     |
|       | Sadok Djaziri               | Slaheddine Baccouche                                            | Baccouche (2)    | 28 mars 1952     | 1er mars 1954    |
|       | Tahar Lakhdar               | Mohamed Salah Mzali                                             | Mzali            | 2 mars 1954      | 17 juin 1954     |
|       | Sadok Mokaddem              | Tahar Ben Ammar                                                 | Ben Ammar        | 7 août 1954      | 7 septembre 1955 |
|       | Moussa El Kadhem Ben Achour | Tahar Ben Ammar                                                 | Ben Ammar        | 7 septembre 1955 | 15 avril 1956    |

#### Après l'indépendance
| Image | Nom                         | Parti           |  | Gouvernement                                                         | Début du mandat   | Fin du mandat     |
| ----- | --------------------------- | --------------- |  | -------------------------------------------------------------------- | ----------------- | ----------------- |
|       | Ahmed Mestiri               | Néo-Destour     |  | Gouvernement Bourguiba I                                             | 15 avril 1956     | 30 décembre 1958  |
|       | Hédi Khefacha               | Néo-Destour PSD |  | Gouvernement Bourguiba II                                            | 30 décembre 1958  | 5 septembre 1966  |
|       | Mongi Slim                  | PSD             |  | Gouvernement Bourguiba II                                            | 5 septembre 1966  | 6 septembre 1969  |
|       | Mohamed Snoussi             | PSD             |  | Gouvernement Bourguiba II Gouvernement Ladgham                       | 6 septembre 1969  | 12 juin 1970      |
|       | Habib Bourguiba Jr.         | PSD             |  | Gouvernement Ladgham                                                 | 12 juin 1970      | 6 novembre 1970   |
|       | Mohamed Fitouri             | PSD             |  | Gouvernement Nouira                                                  | 6 novembre 1970   | 29 octobre 1971   |
|       | Mohamed Bellalouna          | PSD             |  | Gouvernement Nouira                                                  | 29 octobre 1971   | 5 juin 1973       |
|       | Slaheddine Baly             | PSD             |  | Gouvernement Nouira                                                  | 5 juin 1973       | 25 avril 1980     |
|       | Mohamed Chaker              | PSD             |  | Gouvernement Mohamed Mzali                                           | 25 avril 1980     | 29 octobre 1984   |
|       | Ridha Ben Ali               | PSD             |  | Gouvernement Mohamed Mzali                                           | 29 octobre 1984   | 12 février 1986   |
|       | Mohamed Salah Ayari         | PSD RCD         |  | Gouvernement Sfar Gouvernement Ben Ali Gouvernement Hédi Baccouche I | 12 février 1986   | 12 avril 1988     |
|       | Slaheddine Baly             | RCD             |  | Gouvernement Hédi Baccouche I                                        | 12 avril 1988     | 27 juillet 1988   |
|       | Hamed Karoui                | RCD             |  | Gouvernement Hédi Baccouche II Gouvernement Hédi Baccouche III       | 27 juillet 1988   | 27 septembre 1989 |
|       | Mustapha Bouaziz            | RCD             |  | Gouvernement Karoui                                                  | 27 septembre 1989 | 3 mars 1990       |
|       | Chédli Neffati              | RCD             |  | Gouvernement Karoui                                                  | 3 mars 1990       | 20 février 1991   |
|       | Abderrahim Zouari           | RCD             |  | Gouvernement Karoui                                                  | 20 février 1991   | 9 juin 1992       |
|       | Sadok Chaâbane              | RCD             |  | Gouvernement Karoui                                                  | 9 juin 1992       | 22 janvier 1997   |
|       | Abdallah Kallel             | RCD             |  | Gouvernement Karoui                                                  | 22 janvier 1997   | 17 novembre 1999  |
|       | Béchir Tekkari              | RCD             |  | Gouvernement Ghannouchi I                                            | 17 novembre 1999  | 15 janvier 2010   |
|       | Lazhar Bououni              | RCD             |  | Gouvernement Ghannouchi I                                            | 15 janvier 2010   | 17 janvier 2011   |
|       | Lazhar Karoui Chebbi        | Indépendant     |  | Gouvernement Ghannouchi II Gouvernement Caïd Essebsi                 | 17 janvier 2011   | 24 décembre 2011  |
|       | Noureddine Bhiri            | Ennahdha        |  | Gouvernement Jebali                                                  | 24 décembre 2011  | 13 mars 2013      |
|       | Nadhir Ben Ammou            | Indépendant     |  | Gouvernement Larayedh                                                | 13 mars 2013      | 29 janvier 2014   |
|       | Hafedh Ben Salah            | Indépendant     |  | Gouvernement Jomaa                                                   | 29 janvier 2014   | 6 février 2015    |
|       | Mohamed Salah Ben Aïssa     | Indépendant     |  | Gouvernement Essid                                                   | 6 février 2015    | 20 octobre 2015   |
|       | Farhat Horchani (intérim)   | Indépendant     |  | Gouvernement Essid                                                   | 20 octobre 2015   | 12 janvier 2016   |
|       | Omar Mansour                | Indépendant     |  | Gouvernement Essid                                                   | 12 janvier 2016   | 27 août 2016      |
|       | Ghazi Jeribi                | Indépendant     |  | Gouvernement Chahed                                                  | 27 août 2016      | 14 novembre 2018  |
|       | Mohamed Karim El Jamoussi   | Indépendant     |  | Gouvernement Chahed                                                  | 14 novembre 2018  | 27 février 2020   |
|       | Thouraya Jeribi Khémiri     | Indépendante    |  | Gouvernement Fakhfakh                                                | 27 février 2020   | 2 septembre 2020  |
|       | Mohamed Bousseta            | Indépendant     |  | Gouvernement Mechichi                                                | 2 septembre 2020  | 15 février 2021   |
|       | Hasna Ben Slimane (intérim) | Indépendante    |  | Gouvernement Mechichi                                                | 15 février 2021   | 26 juillet 2021   |
|       | Leïla Jaffel                | Indépendante    |  | Gouvernement Bouden/Hachani/Madouri/Zaafrani                         | 11 octobre 2021   | en cours          |

## Porte-parole du ministère
Le porte-parole est chargé d'informer les citoyens sur l'activité du ministère.